# Cavendishia subfasciculata
Cavendishia subfasciculata är en ljungväxtart som beskrevs av J.L. Luteyn. Cavendishia subfasciculata ingår i släktet Cavendishia och familjen ljungväxter. Inga underarter finns listade i Catalogue of Life.